# Gabriel Godoy
Gabriel Frias Godoy (São Paulo, 13 de janeiro de 1984) é um ator e produtor brasileiro.

## Biografia
Gabriel Godoy fez dois anos de faculdade de Jornalismo, porém, largou para se dedicar ao teatro, onde se formou na Escola de Arte Dramática da Universidade de São Paulo (USP).

## Carreira
Em 2010, atuou nos curtas Dog Quente, Amadores,Mais Uma Noite. e Arritmia.  Em 2011, atuou no seu primeiro longa, Os 3, que no filme viveu o impetuoso Casé. Em 2014, estreou na Rede Globo no papel do ingênuo e atrapalhado Afeganistão na novela Alto Astral. Em 2016, integra o elenco do reboot de Sassaricando, Haja Coração vivendo o pilantra Leozinho, que tenta dar o golpe na herdeira da família Abdala, Fedora, formando par com Tatá Werneck. e estrela com Luciana Paes nos papéis de dois amantes no curta Aqueles Cinco segundos que concorreu no Festival de Gramado. Em 2017, narrou a série de animação da TV Brasil, Lendas Animadas. Em 2018, gravou duas novas séries que vão ao ar na nova plataforma digital de vídeos da Globo, Assédio fazendo par com Jéssica Ellen e Além da Ilha, estrelada por Paulo Gustavo. No cinema, está com o longa Uma Quase Dupla e os curtas Tenha um Ótimo Dia com Johnnas Oliva, e Sinopse com Maitê Proença. Em agosto, começa a gravar a série Homens, uma produção do Porta dos Fundos ao lado de Fábio Porchat. Para 2019, está reservado para novela Verão 90 Graus. Em outubro, gravou o filme de comédia Cedo Demais.
Em 2020, em fevereiro, gravou o longa de comédia terror Assombro. Durante o confinamento provocado pela pandemia, participou de duas produções gravadas em casa, com sua namorada na época a atriz Bruna Guerin, estrelaram a websérie Do Seu Lado e o longa-metragem Fluxo. Em 2021, gravou o curta-metragem LGBTQIA+ Bem-vinda de Volta. Em setembro, gravou o longa de comédia Tire 5 Cartas. Em 2022, em abril, gravou a áudiossérie Batman Despertar. em maio, gravou o filme de comédia Doce Família. Estreou o curta Única Saída, dirigido por Sérgio Malheiros. Em novembro, gravou o filme O Sequestro do Voo 375, conta a história real do maior caso de sequestro de avião no Brasil, interpretando o delegado Rodrigues. Em 2023, em julho, gravou o longa de drama As Vitrines, da diretora e roteirista Flávia Castro. Em outubro começa a gravar o remake Dona Beja, da HBO Max. Em março de 2024 estreou como Chicão, par romântico de Andrômeda Mancini, personagem de Ramille Xavier em Família é Tudo da Rede Globo.

## Vida pessoal
De 2018 até meados de 2023, namorou com a atriz Bruna Guerin. Em junho de 2023, assumiu namoro com a atriz baiana Raissa Xavier.

## Filmografia

### Televisão
| Ano       | Título                       | Personagem                                              | Nota                                           |
| --------- | ---------------------------- | ------------------------------------------------------- | ---------------------------------------------- |
| 2013–2018 | O Negócio                    | Oscar Vasconcellos                                      |                                                |
| 2014–2015 | Alto Astral                  | Afeganistão Pereira                                     |                                                |
| 2016      | Haja Coração                 | Leonardo Raposo (Raposão) / Leonardo Al-Masi (Leozinho) |                                                |
| 2017      | Lendas Animadas              | Narrador                                                |                                                |
| 2017      | Me Chama de Bruna            | Marcelo Almeida                                         | Temporada 2                                    |
| 2018      | (Des)Encontros               | Daniel Souza (Dani)                                     | Episódio: "Dani e Nicole"                      |
| 2018      | Além da Ilha                 | Nicolas Cardoso                                         |                                                |
| 2018      | Assédio                      | Leandro Macedo                                          | Episódios: "As Vozes" "O Julgamento" "A Busca" |
| 2019      | Verão 90                     | Galdino Camargo / Madame Adelaide                       |                                                |
| 2019      | Verão 90                     | Gertrudes Camargo                                       |                                                |
| 2019–2020 | Homens?                      | Gustavo Fernandes                                       |                                                |
| 2021      | 5X Comédia                   | Edgar Souza (Ed)                                        | Episódio: "Colapso"                            |
| 2021      | Desjuntados                  | Carlos Augusto (Caco)                                   |                                                |
| 2022      | As Seguidoras                | Thiago Esteves                                          |                                                |
| 2022      | Rota 66 - A Polícia que Mata | Gilmar de Paula                                         |                                                |
| 2022–2023 | Mar do Sertão                | Dr. Márcio Castro                                       |                                                |
| 2023–2024 | Impuros                      | Felipe Gonzaga                                          |                                                |
| 2023–2025 | A Divisão                    | Murilo Santana                                          | Temporadas 3–4                                 |
| 2024      | Família É Tudo               | Francisco do Nascimento (Chicão)                        |                                                |
| 2026      | Dona Beja                    | Honorato Costa Pinto                                    |                                                |
| 2026      | Coração Acelerado            | Palhares Leite                                          |                                                |

### Cinema
| Ano  | Título                 | Personagem         | Nota           |
| ---- | ---------------------- | ------------------ | -------------- |
| 2010 | Dog Quente             | Rockeiro           | Curta-metragem |
| 2010 | Amadores               | Homem              | Curta-metragem |
| 2010 | Mais Uma Noite         | Zé Gui             | Curta-metragem |
| 2011 | Arritmia               | Igor               | Curta-metragem |
| 2011 | Os 3                   | Cazé               |                |
| 2012 | Comer e ir Embora      |                    | Curta-metragem |
| 2013 | A Tenista              | Felipe             | Curta-metragem |
| 2016 | Aqueles Cinco Segundos | Amante             | Curta-metragem |
| 2017 | Gosto Se Discute       | Patrick            |                |
| 2018 | Distopia               |                    | Curta-metragem |
| 2018 | Sinopse                | Ele mesmo          | Curta-metragem |
| 2018 | Tenha um Ótimo Dia     | Vendedor           | Curta-metragem |
| 2018 | Uma Quase Dupla        | Cesinha            |                |
| 2022 | Maior que o Mundo      | Cleto              |                |
| 2022 | Única Saída            | Roberto            |                |
| 2022 | Incompatível           | Caíque             |                |
| 2023 | Fervo                  | Diego              |                |
| 2023 | Fluxo                  | Rodrigo            |                |
| 2023 | Tire 5 Cartas          | Barreta            |                |
| 2023 | Bem-Vinda de Volta     | Julio              |                |
| 2023 | O Sequestro do Voo 375 | Delegado Rodrigues |                |
| 2024 | Cedo Demais            | Manolo             |                |
| 2024 | As Vitrines            | [ 31 ]             |                |
| 2024 | Doce Família           | Beto Albuquerque   |                |
| 2025 | Silvio Santos Vem Aí   |                    |                |

### Internet
| Ano  | Título                | Personagem   |
| ---- | --------------------- | ------------ |
| 2015 | Os Britos Também Amam | Rafael Brito |
| 2020 | Do Seu Lado           | Otto         |
| 2022 | Batman Despertar      | Samuel       |

## Teatro
| Ano  | Título                              |
| ---- | ----------------------------------- |
| 2004 | O Telescópio                        |
| 2005 | Como Nascem os Chefes               |
| 2005 | Avoar                               |
| 2006 | O Mágico de Oz                      |
| 2006 | Melodrama                           |
| 2007 | A Flauta Mágica                     |
| 2008 | Os Cafundó                          |
| 2010 | Mestres da Obra                     |
| 2011 | Ramanceiro da Inconfidência Mineira |
| 2012 | O Colecionador de Crepúsculo        |

## Prêmios e indicações
| Ano  | Associações                             | Categoria                                                       | Nomeações                   | Resultado | Ref    |
| ---- | --------------------------------------- | --------------------------------------------------------------- | --------------------------- | --------- | ------ |
| 2008 | Prêmio FEMSA de Teatro Infantil e Jovem | Melhor Ator Coadjuvante                                         | A Flauta Mágica             | Indicado  | [ 44 ] |
| 2011 | PRÊMIO CCINE 10                         | Revelação do Ano no Cinema                                      | Os 3                        | Indicado  | [ 45 ] |
| 2015 | Prêmio Contigo! de TV                   | Revelação da TV                                                 | Alto Astral                 | Indicado  | [ 46 ] |
| 2016 | Prêmio Extra de Televisão               | Melhor Ator Coadjuvante                                         | Haja Coração                | Indicado  | [ 47 ] |
| 2016 | Prêmio Quem de Televisão                | Melhor Ator Coadjuvante de Televisão                            | Haja Coração                | Indicado  | [ 48 ] |
| 2018 | Festival de Curta-metragem de São Paulo | Favorito da Audiência                                           | Tenha um Ótimo Dia          | Venceu    |        |
| 2020 | Prêmio The Brazilian Critic             | Melhor Ator Coadjuvante em Série de Comédia                     | Homens?                     | Indicado  | [ 49 ] |
| 2022 | Pena de Prata                           | Melhor Elenco em Minissérie, Série Antológica ou Especial de TV | Rota 66: A Polícia que Mata | Indicado  | [ 50 ] |
| 2024 | Festival Sesc Melhores Filmes           | Melhor Ator Nacional                                            | Fluxo                       | Indicado  | [ 51 ] |